# Shamash

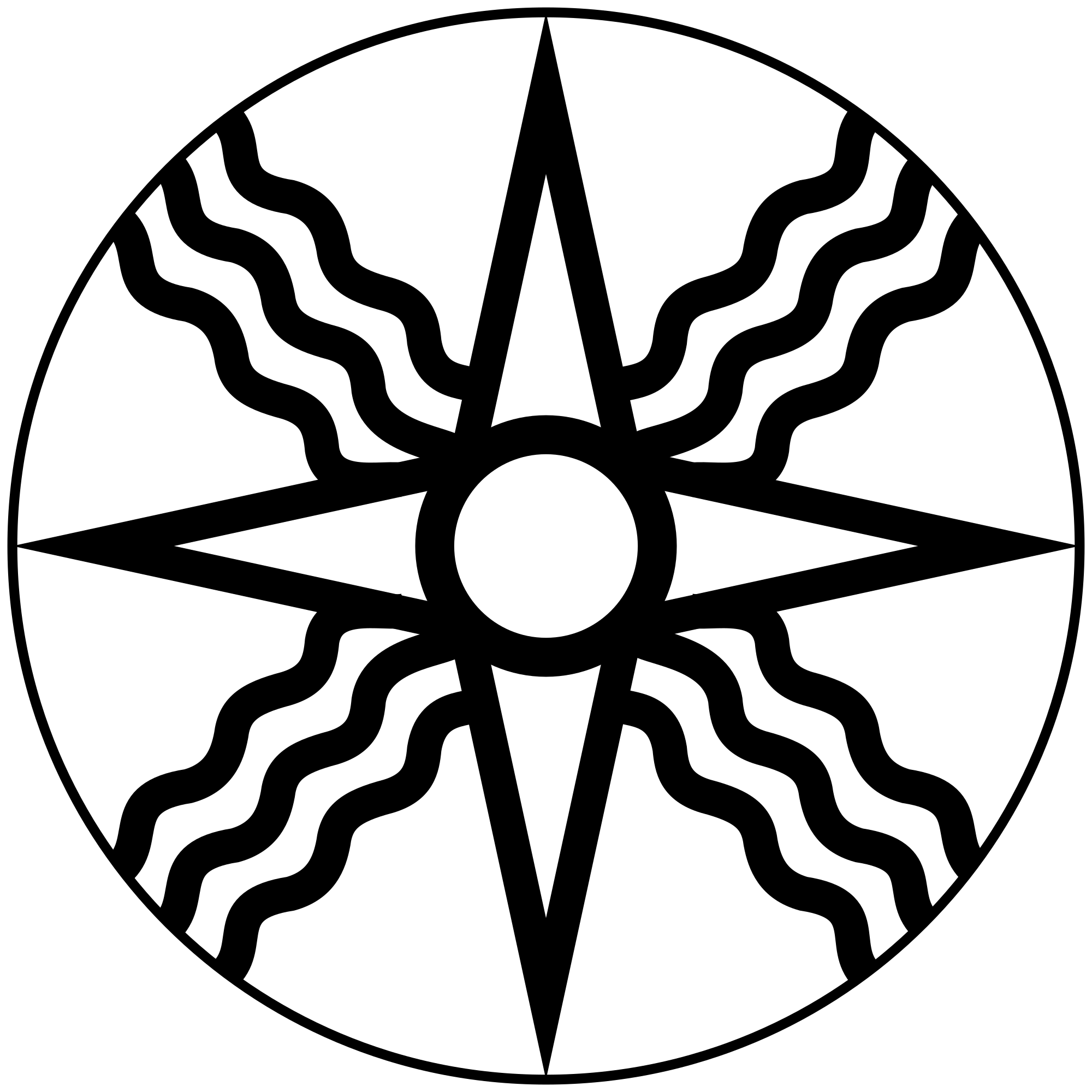
Stjärnsolsymbol för Shamash

Shamash, även Samas, var i mesopotamisk mytologi en sol-, rättvise- och orakelgud som också hade rollen som allvetande domare. I den sumeriska mytologin kallades han Utu.
Enligt myten färdas han över himlen i sin quadriga, dragen av fyra hästar. Shamash är son till Sin, månguden, som skapats av Enlil och hans maka Ninlil för att skingra mörkret.
Hans västsemitiska motsvarighet bär det snarlika namnet Shemesh.